# Сонік Ікс
«Сонік Ікс» (яп. ソニックX, Сонікку Еккусу, англ. Sonic X) — аніме-серіал виробництва компанії TMS Entertainment за мотивами відеоігор серії «Sonic the Hedgehog» виробництва компанії «Sega». Було випущено два пілотних трейлера, після чого було здійснено деякі зміни. Спочатку планувалося створити 52 серії, що транслювалися на телеканалі TV Tokyo з 6 квітня 2003 року по 28 березня 2004 року; проте наступні 26 серій вийшли в ефір за межами Японії в 2005—2006 роках. 4Kids Entertainment випустила адаптовану версію серіалу в США. Телеканал «Jetix» випустив серіал в Європі, Австралії, Бразилії та Латинській Америці. У Канаді мультсеріал транслювався на YTV. 
В Україні мультсеріал транслювався на «Новому каналі» у серпні-вересні 2005 року, але з невідомих причин трансляцію було припинено на 33 серії. Через 5 років, у лютому 2010 року, серіал показував повторно телеканал «QTV».
Сюжет розгортається навколо антропоморфних тварин-друзів — їжака Соніка, лисеняти Тейлза, їжачихи Емі Роуз та кролиці Крім — та хлопчика Кристофера Торндайка, з яким вони познайомились невдовзі після того, як вони перенеслися зі своєї рідної планети на Землю. Під час свого перебування на землі вони неодноразово б'ються зі злим науковцем доктором Еггманом та його роботами за Смарагди Хаосу, а також звикаються зі своєю роллю знаменитостей. В заключній сюжетній лінії друзі повертаються до свого світу разом з Крісом, де вони, познайомившись з рослиноподібною істотою Космо, вирушають у космічну подорож і борються з армією гігантських кіборгів Метарексів.

## Сюжет
12-річний Кріс Торндайк жив доволі нудним та нецікавим життям. Але одного разу Кріс дістає з басейну синього балакучого їжака на прізвисько Сонік. З'ясовується, що Сонік прибув на Землю з іншого, паралельного нашому, світу в результаті здійснення Хаос-Контролю (англ. Chaos Control). Разом із Соніком та його друзями — лисеням Тейлзом, їжачихою Емі, єхидною Наклзом, Кріс вирушає на пошуки Смарагдів Хаосу (англ. Chaos Emeralds), щоб зупинити лиходія Доктора Еггмана та допомогти своїм новим друзям повернутися додому. Після фінальної битви з Еггманом (кінець 1-го сезону) всі смарагди були зібрані разом, Сонік перейшов в свою нову супер форму і Еггмана було переможено. Центр Хаосу, що виник при зустрічі смарагдів, однак, не відправив Соніка та його друзів додому, а навпаки, перемістив у Крісів світ цілий шматок планети Соніка — Містичні руїни.
На початку 2-го сезону Еггман розбиває Верховний Смарагд та випускає з нього Хаос — духа руйнацій. Еггман підпорядковує Хаос собі і разом з ним починає полювання на смарагди Хаосу та Соніка. Щоразу, прокотнувши смарагд, Хаос стає сильніше. Коли Хаос отримав усі 7 каменів, він став непереможним і вирішив позбутися Еггмана, щоб використовувати силу смарагдів задля своєї мети. Після перемоги над Хаосом виникає нова інтрига навколо проекту «Тінь». Проектом зацікавлені всі — уряд, Сонік з друзями і навіть сам Еггман, що зламує державну мережу комп'ютерів і звідти отримує файл з інформацією про проект «Тінь». Трохи пізніше Еггман вирушає до в'язничного острову і знаходить там кріогенну капсулу. З'ясовується, що проект «Тінь» насправді — їжак Шедоу — Досконала Форма Життя, що була створена дідусем Еггмана, Джералдом Роботніком. Еггман виводить Шедоу зі стану призупиненої життєдіяльності, в якому він провів 50 років, і далі Шедоу служить Еггману до моменту бою на космічній колонії «Ковчег» проти прототипу Досконалої Істоти — Біолізарда. Потім, після бою з Біолізардом, Шедоу витрачає всі свої сили та зникає. Сонік з друзями повертаються додому та продовжують боротися з Еггманом до кінця 2-го сезону, коли розкривається, що через Хаос-Контроль, що переніс Соніка та його друзів у Крісів світ, лінії часу на Землі та її двійникові — рідному світі Соніка — починають зливатися, і Соніку з друзями доводиться рушати назад додому.
У 3-му сезоні Соніку доведеться воювати зі зловісними Метарексами — могутніми кіборгами, що викрадають Яйця Планет та несуть загибель усьому всесвіту. У битві з їх ватажком — Дарк Оуком (англ. Dark Oak) Сонік викидає Смарагди Хаосу в космос. У той же час відбуваються дві неймовірні події: поява в Соніковім світі Кріса та іншопланетянки на ймення Космо. Скориставшись кораблем «Блакитний Тайфун», що його збудував Тейлз, Сонік та його друзі вирушають у цікаву подорож до космосу. Їх завдання — знайти Смарагди Хаосу та не дати Метарексам захопити всесвіт.

## Персонажі

### Головні персонажі
- Їжак Сонік (яп. ソニック・ザ・ヘッジホッグ, Сонікку дза Хедзіхоґґу, англ. Sonic the Hedgehog) — головний герой. Вік: 15 років. Синій їжак, з зеленими очима, взутий в червоні кеди, що застібуються білим ременем з золоченою пряжкою. Здатен пересуватися на надзвуковій швидкості.

Сонік доброзичливий, привітний та чесний. Він легко заводить друзів. Волелюбний та трохи нерозважливий, він воліє проводити свій час, подорожуючи світом у пошуках пригод. Його досить важко змусити робити те, чого він не хоче (часом майже неможливо). Сонік не любить води, бо не вміє плавати, а також замкненого простору (у японській версії це доходило аж до нападів клаустрофобії).
Хоча Сонік і справляє враження легковажного парубка, у мить кризи він здатен повністю зосереджуватися на поставленому перед ним завданні. У бою він покладається здебільшого на свою швидкість, з якою в змозі змагатися рідкісний противник. Сонік також може керувати енергією Смарагдів Хаосу; при наявності всіх семи він перетворюється на Супер Соніка, здатного літати, телепортуватися та зцілювати дотиком.
Сейю: Дзюн'їті Канемару
- Єхидна Наклз (яп. ナックルズ・ザ・エキドゥナ, Наккурудзу дза Екідона, англ. Knuckles the Echidna) — єдиний охоронець Верховного Смарагду. Вік: 16 років. Червоний єхидна з фіолетовими очима та масивними кулаками.

Наклз упертий, і більшість проблем звик вирішувати за допомогою бійки. Вважає охорону Верховного Смарагду метою всього свого життя. Наклз відомий як мисливець за скарбами, він може відчувати Смарагди на відстані, та підпорядковувати їх енерґію собі. Знає багато леґенд. У 2 сезоні розкриваються деякі деталі загибелі його клану, останнім представником якого він і є. Наклз навпрочуд рідко спілкується з командою Соніка, але, тим не менш, завжди приходить їм на допомогу. Через це він досить рідко з'являється в 1 сезоні, але впродовж серіалу його роль збільшується.
Хоч вони з Соніком — одвічні суперники, що зв'язані вельми непростими суперечливими стосунками, Наклз визнає, що у Соніка «виходить бути героєм краще», ніж у нього. Декілька разів за серіал він вступав з Соніком в бій, але переможця так аніразу й не було виявлено. Дуже довірливий і, протягом усього серіалу, був неодноразово обдурений доктором Еггманом. Завжди ладен пробачити та врятувати життя будь-кого, навіть якщо це життя противника.
Сейю: Нотубосі Канна
- Майлз «Тейлз» Прауер (яп. マイルス「テイルス」パウアー, Майрусу Тейрусу Пауа:, англ. Miles «Tails» Prower) — Кращий друг Соніка. Вік: 8 років. Синьоока жовто-золота лисиця з двома хвостами, з якими він може літати, але в перший сезон використовував її дуже рідко.

Тейлз — скромний, боязкий і сором'язливий геній. Він талановитий механік (створив літаки «Торнадо Ікс» та «Гіперторнадо», на яких часто літав з Соніком), любить науки та техніку. Спочатку Тейлз досить невпевнений у собі, але пізніше він стає хоробрішим і проявляє лідерські якості, у 3-му сезоні ставши капітаном космічного корабля «Блакитний Тайфун». Він полюбив іншопланетянку Космо, проте їх стосунки закінчилися трагедією.
Сейю: Рьо Хірохасі
- Емі Роуз (яп. エミー・ローズ, Емі: Ро:дзу, англ. Amy Rose) — «самопроголошена» наречена Соніка. Вік: 12 років. Рожева їжачиха з зеленими очима, одягнена в червону сукню та червоні з білим чобітки. На руках — золоті браслети. Колючки зібрані червоним обідком.

Атакує за допомогою Молота Піко-Піко (англ. Piko Piko Hammer). Окрім Соніка, Емі приятелює з Тейлзом та Крім, до якої ставиться як до молодшої сестри. Мрійлива і дбайлива, вона готова хоч вічність переслідувати свою мету: підкорити серце Соніка.
Сейю: Таеко Кавата
- Їжак Шедоу (яп. シャドウ・ザ・ヘッジホッグ, Сядо: дза Хедзіхоґґу, англ. Shadow the Hedgehog) — досконала форма життя, персонаж, що має одну з найтрагічніших доль. Вік: біологічно відповідає 15 рокам. Чорний їжак з червоними смугами на голках, руках та ногах. Червоні очі. Екіпійований золотими браслетами, що слугують обмежувачами його сили, та масивними реактивными чоботами.

Шэдоу — створіння рідного дідуся доктора Еггмана, Джералда Роботніка. Єдиний друг Шедоу — онука Джералда Роботніка, Марія, загинула, але перед смертю вона встигла врятувати Шедоу, відправивши його на Землю в кріогенній капсулі. Пролежавши в анабіозі 50 років, Шедоу не пам'ятає нічого, окрім того, як загинула Марія. Відтоді він одержимий єдиною ідеєю — виконати «останню волю» дівчинки та помститися всьому людству. Однак протягом сюжету в його серці все ж відбувається переворот, і він відмовляється від помсти, ставши значно більш позитивним героєм.
Як правило, Шедоу завжди намагається зберігати спокій навіть перед лицем небезпеки. Однак він навпрочуд дратівливий, а до ворогів безпощадний, і тримати себе в руках йому вдається не завжди.
Сейю: Кодзі Юса
- Кажаниха Руж (яп. ルージュ・ザ・バット, Ру:дзю дза Батто, англ. Rouge the Bat) — злодійка та мисливиця за скарбами. Вік: 18 років. біла кажаниха з зелено-блакитними Очима. Одягнута в чорний костюм, що облягає, з візерунками з сердець.

Під час перебування на Землі була змушена працювати на уряд, щоб не бути засудженою за крадіжку коштовностей з музею. Пізніше стала напарницею агента GUN Топаз. У 3-му сезоні виконувала місію разом з Шедоу. Неодноразово намагалася вкрасти у Наклза Верховний Смарагд, що призводило навіть до бійок, хоча ближче до кінця 2-го сезону їх відносини налагоджуються і стають досить-таки романтичними.
Сейю: Румі Отіай
- Доктор Еггман (яп. Ｄｒ．エッグマン, Докута: Еґґуман, англ. Doctor Eggman) — лиходій та головний ворог Соніка. Його прізвисько перекладається як «людина-яйце», яке він отримав через фіґуру. Мета його життя — підкорити світ. У третьому сезоні Еггман допомагав Сонікові в боротьбі з Метарексами. Намагався підкорити світ за допомогою Хаосу, бога руйнувань. Але той, коли досяг форми Бездоганного Хаосу, вирішив позбутися господаря. Еггман напрочуд ерудований — його рівень IQ дорівнює 300 балам.

Сейю: Тікао Оцука
- Крістофер «Кріс» Торндайк (яп. クリストファー「クリス」ソーンダイク, Курісутофа: «Курісу» Со:ндайку, англ. Christopher «Chris» Thorndyke) — вік: 12 років у 1-2 сезонах, 18 років — у 3 сезоні (хоча біологічний вік у зв'язку з помилкою в пристрої телепорту відповідає 12-ти рокам). Хлопчик з рудувато-каштановим волоссям та синіми очима. Зазвичай носить костюм, що здалеку нагадує футбольную форму.

До зустрічі з Соніком жив дуже самотньо, бо в його батьків не було часу на його виховання. У першій серії рятує Соніка, що тонув у басейні, і надалі регулярно бере участь у пригодах їжака та його друзів. Щиро прив'язаний до Соніка та ставиться до нього, як до рідного брата. Також приятелює з Тейлзом та Емі, відчував приятельські почуття до Шедоу. Йому було надто важко прощатися з командою Соніка.
Сейю: Санае Кобаясі
- Сідріанка Космо (яп. コスモ, Косумо, англ. Cosmo the Seedrian) — одна з останніх представників стародавньої раси антропоморфних рослин. Вік: 8 років. Блакитноока дівчинка-рослина з коротким салатовим волоссям, що нагадує листя, та двома червоними бутонами на голові.

Після того, як колонія, в якій вона народилася, була знищена, Космо вирушила на рідну планету Соніка, щоб знайти того, хто здатний керувати силою Смарагдів Хаосу. Разом з командою Соніка, вона вирушила в космічну подорож, під час якої вона дуже зблизилася з Тейлзом. Однак, їх відносини були недовгими: у фінальній битві Космо пожертвувала собою, злившись з тілом ворога, щоб послабити його, і Тейлз був змушений зробити вирішальний постріл, що знищив Космо, і Метарексів.
Сейю: Ецуко Кодзакура

### Другорядні персонажі
- Кролиця Крім — безтурботна кролиця. Їй шість років. Крім рідко можна зустріти без свого вірного друга — чао Чіза. Товаришує з Емі й напрочуд добра до Тейлза, одна з не багатьох, хто підтримує Наклза. Її матір звуть Ваніла. У 3-му сезоні Крім стає вже не зовсім другорядним персонажем, оскільки улітає разом з Соніком та іншими в космос.
- Топаз — аґент GUN і напарниця Руж. Спочатку Топаз незлюбила кажаниху за її крутий норов та зухвалу поведінку (а також за те, що Руж постійно називала її «бабусею»). Однак протягом серіалу вони знаходять спільну мову.
- Крокодил Вектор — крокодил, його команда: Еспіо, Чармі. Літають у космосі. Команда Соніка лагодила їм корабля.
- Бджоленя Чармі — шестирічне бджоленя. Приятелює з Вектором, Еспіо, Соніком, Тейлзом, Емі, Космо, Крім. Любить морозиво. Він літає, але робить це рідко. Так само рідко рідко він атакує «приголомшуючим пилком». Любить посидіти в кафе.
- Кіт Біґ — вісімнадцятирічний кіт. Любить рибалити. Він не розлучається зі своїм другом, жабенятком Каеру (Фроґі). Дружить з усіма позитивними персонажами.
- Чао Чіз — маленький чао, найліпший друг та супроводжувач Крім. Маючи маленький зріст (його мають усі чао) володіє чималою для нього силою.
- Ела — кухарка и покоївка в маєтку Торндайків. Має феноменальні куховарські здібності.
- Містер Танака — дворецький та охоронець у маєтку Торндайків. Захоплюється східними єдиноборствами. Приблизно тридцять п'ять років.
- Каеру-кун (Фроґі) — найліпший друг кота Біґа. Якось проковтнув частину Хаосу, і в нього виріс дивний хвіст. Згодом Хаос відібрав у нього цю властивість.
- Бокун (Робот-гінець) — Еггманів робот-листоноша. Часто привозить Сонікові відеопослання доктора Еггмана, що нагадують телевізори, з самознищенням. Йому властивий дитячий характер. Озброєний бомбами і вміє оборонятися. У 3-му сезоні з'ясовується, що він закоханий у Крім. У першому сезоні говорить напівохриплим голосом, у 2 та 3 сезонах його голос став більш схожий на дитячий.
- Деко та Боко — роботи — слуги Еггмана. Їх характер не позбавлений доброти. У 2-му сезоні вони йдуть від безкоштовної служби Еггмана у маєток Торндайків, у версії 4Kids їх голоси комп'ютеризовані. Голоси та нові ідеї двох роботів постійно дратують Доктора Еггмана.
- Доктор Джералд Роботнік — дід Доктора Еггмана, великий роботобудівельник. Він відомий тим, що на космічній колонії «КОВЧЕГ» створив Досконалу Істоту Шедоу (англ. Shadow — тінь).
- Скарлет Ґарсія — телеведуча, коментатор та кореспондент SSTV, допомагала розслідувати проект «ТІНЬ».
- Містер Стюарт — учитель у класі Кріса, по сумісництвом таємний аґент. Йому було доручено проект «ТІНЬ».
- Гоук — був врятований Наклзом у стародавньому храмі, допоміг знайти йому Смарагд Хаосу та подарував йому сталеві рукавиці.
- Сем Спід — природжений гонщик, Крісів дядько, командир швидкісного загону поліції, відоміший, як «Зірка Шосе». Намагався обігнати Соніка з першої серії, але всі намагання завжди виявлялися марними.